# Hermann Jakob Dingelstad

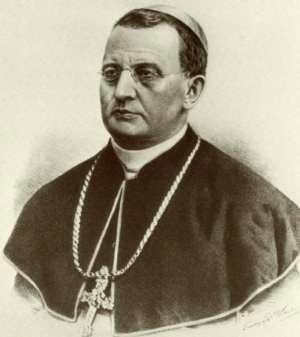
Hermann Jakob Dingelstad

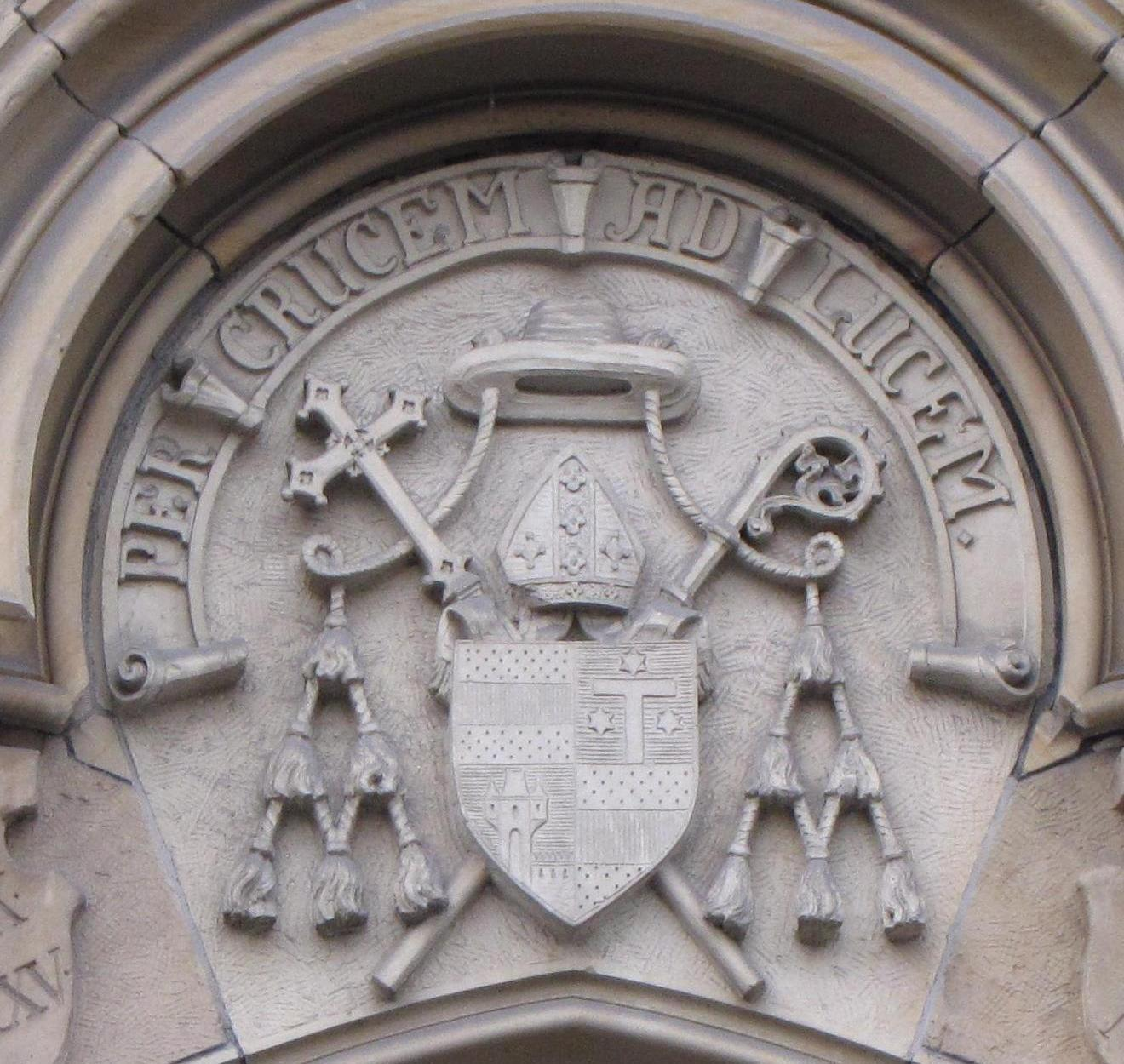
Wappen Bischof Dingelstads über dem Eingang des Collegium Ludgerianum in Münster; darin links unten das Wappenbild von Vechta, rechts oben das Wappen des Collegium Augustinianum Gaesdonck

Hermann Jakob Dingelstad (* 2. März 1835 in Bracht; † 6. März 1911 in Münster) war ein deutscher römisch-katholischer Theologe und Bischof von Münster.

## Leben
Dingelstad stammte aus einfachen Verhältnissen. Er legte nach kirchlicher Förderung 1855 am Collegium Augustinianum Gaesdonck bei Goch unter anderem gemeinsam mit dem nachmalig Heiligen Arnold Janssen das Abitur ab und studierte danach an der Königlichen Theologischen und Philosophischen Akademie Münster Theologie. 1859 wurde er zum Priester geweiht und studierte danach noch Philosophie, dieses Studium schloss er mit der Promotion und dem Staatsexamen für das Höhere Lehramt ab.
Nach Beendigung seines Studiums war Dingelstad zunächst Gymnasiallehrer an seiner ehemaligen Schule in Gaesdonck, wo außer ihm u. a. auch der spätere Bischof von Straßburg Adolf Fritzen unterrichtete und Dingelstads Amtsnachfolger als Bischof von Münster Felix von Hartmann sein Schüler war. Nach der Schließung des Collegium Augustinianum 1873 infolge des Kulturkampfes konnte Dingelstad als Lehrer am Gymnasium Antonianum in Vechta tätig werden, da das Großherzogtum Oldenburg sich nicht dem preußischen Kulturkampf angeschlossen hatte.
1889 wurde Dingelstad von Leo XIII. zum Bischof von Münster ernannt, seine Bischofsweihe spendete ihm Erzbischof Philipp Krementz von Köln am 24. Februar 1890. Dingelstad erschien der Kirche als geeigneter Kandidat, da er von den Auseinandersetzungen des Kulturkampfes unberührt war. In seiner Amtszeit vertrat er jedoch eine ultramontane Ausrichtung und stärkte die Umsetzung der Katholischen Soziallehre. Gleichzeitig mit seiner Weihe verlieh ihm die Katholisch-Theologische Fakultät der Akademie in Münster die Ehrendoktorwürde.
Während des Studiums wurde Dingelstad aktives Mitglied des katholischen Studentenvereins Germania Münster im KV. Er war zudem Ehrenmitglied der katholischen Studentenverbindung KDStV Ascania Bonn im CV.

## Auszeichnungen
- Ehrenbürger von Vechta